# Ciria
Ciria ist ein Ort und eine Gemeinde (municipio) mit 70 Einwohnern (Stand: 2024) im Osten der Provinz Soria in der Autonomen Gemeinschaft Kastilien-León. Die katholische Kirchengemeinde gehört zum Bistum Osma-Soria; die Gemeinde ist Teil der bevölkerungsarmen Serranía Celtibérica.

## Lage
Der Ort Ciria liegt am Oberlauf des Río Manubles in der von Felsen und Hügeln durchsetzten Hochebene im Osten der Provinz Soria in einer Höhe von ca. 1020 m. Die Entfernung zur nordwestlich gelegenen Provinzhauptstadt Soria beträgt gut 52 km (Fahrtstrecke). Die Gemeinde grenzt unmittelbar an die östlich gelegenen Autonome Gemeinschaft Aragón. Das Klima im Winter ist kalt, im Sommer gemäßigt bis warm; Regen (ca. 535 mm/Jahr) fällt verteilt übers ganze Jahr.

## Bevölkerungsentwicklung
| Jahr      | 1857 | 1900 | 1950 | 2000 | 2019 |
| Einwohner | 590  | 589  | 529  | 112  | 88   |

Die Mechanisierung der Landwirtschaft, die Aufgabe bäuerlicher Kleinbetriebe („Höfesterben“) und der damit verbundene Verlust von Arbeitsplätzen führten in der zweiten Hälfte des 20. Jahrhunderts zu einem spürbaren Bevölkerungsrückgang (Landflucht).

## Wirtschaft
Die Gemeinde lebte jahrhundertelang ausschließlich vom Getreideanbau (Gerste und Weizen), der hauptsächlich zur Selbstversorgung betrieben wurde; auch Viehhaltung (Schafe, Ziegen, Hühner) fand in geringem Maße statt. Heute spielt die Landwirtschaft immer noch die wichtigste Rolle, doch sind auch geringfügige Einnahmen aus dem Tourismus (Vermietung von Ferienwohnungen) hinzugekommen.

## Geschichte
Nach der arabisch-maurischen Eroberung entvölkerten sich weite Gebiete im Norden der Iberischen Halbinsel. Im 10. Jahrhundert begann unter dem kastilischen Grafen Gonzalo Téllez die in der ersten Hälfte des 12. Jahrhunderts unter Alfons I. von Aragón vollendete Rückeroberung (reconquista) Altkastiliens. In dieser Zeit wurde Ciria von Siedlern aus dem christlichen Norden neu- oder wiederbesiedelt (repoblación). Im 14. Jahrhundert hatte der Ort unter dem kastilisch-aragonesischen „Krieg der beiden Peter“ zu leiden; die örtliche Burg diente zur Sicherung der einstmals umkämpften Grenze zum Königreich Aragón – eine Situation, die jedoch durch den Frieden von Almazán (1375) beendet wurde. Ciria gehörte zur Grundherrschaft (señorio) des Hauses Luna und wurde im Jahr 1771 von Karl III. in den Rang einer Markgrafschaft (marquesado) erhoben.

## Sehenswürdigkeiten

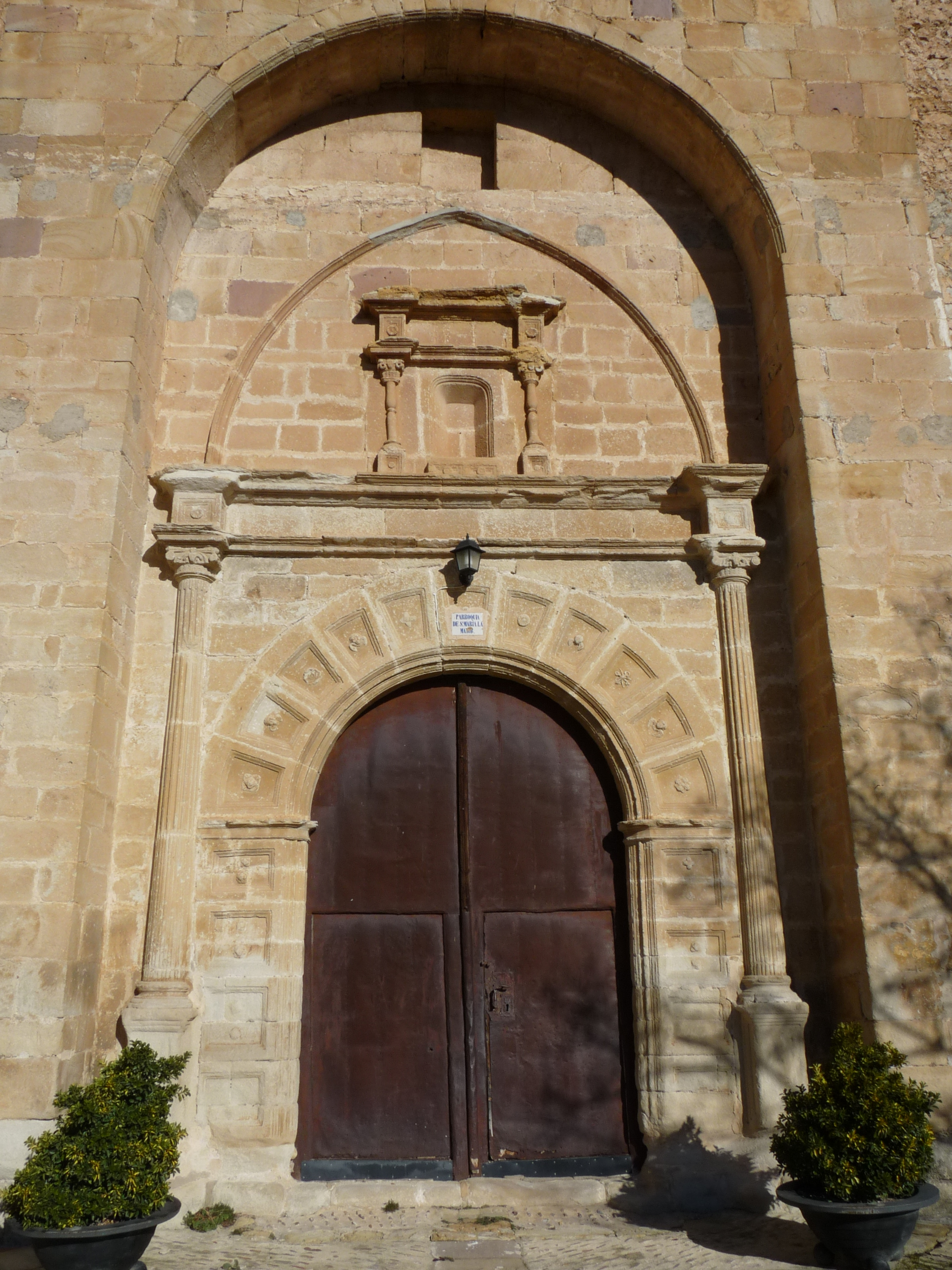
Portal der Kirche Santa María la Mayor

- Die mit Ausnahme der Strebepfeiler und der Ecksteine aus Bruchsteinen errichtete dreischiffige Hallenkirche Santa María la Mayor stammt dem Übergangsstil zwischen Spätgotik und Renaissance; auf der Nordseite wird sie von einem imposanten barocken Glockenturm überragt, der zur Gänze aus exakt behauenem Steinmaterial gefertigt ist. Der – wie in der Region üblich – nur über das auf der Südseite befindliche Renaissanceportal zu betretende Kirchenbau ist mit einem Sterngewölbe versehen und beherbergt ein von der Bevölkerung als wundertätig verehrtes Marienbildnis der Virgen de la Serna.[4]

Umgebung
- Überreste einer keltiberischen Festungsanlage (castrum) wurden auf dem Gebiet der Gemeinde entdeckt.
- Die schlecht erhaltene Ermita de la Virgen de la Serna befindet sich etwa 1 km außerhalb des Ortes.
- Eine Burg (castillo) stand wahrscheinlich schon in maurischer Zeit an der Stelle, doch ihr heutiges Aussehen entstammt ausschließlich den Umbaumaßnahmen des frühen 15. Jahrhunderts als der Ort und seine Burg im Besitz des Konstablers von Kastilien Álvaro de Luna standen. Die Burgruine befindet sich auf einem Felsen etwa 500 m nördlich des Ortes; ihr – für die späte Bauzeit ungewöhnlicher – unregelmäßiger Grundriss orientiert sich an den natürlichen Gegebenheiten des Geländes.[5]

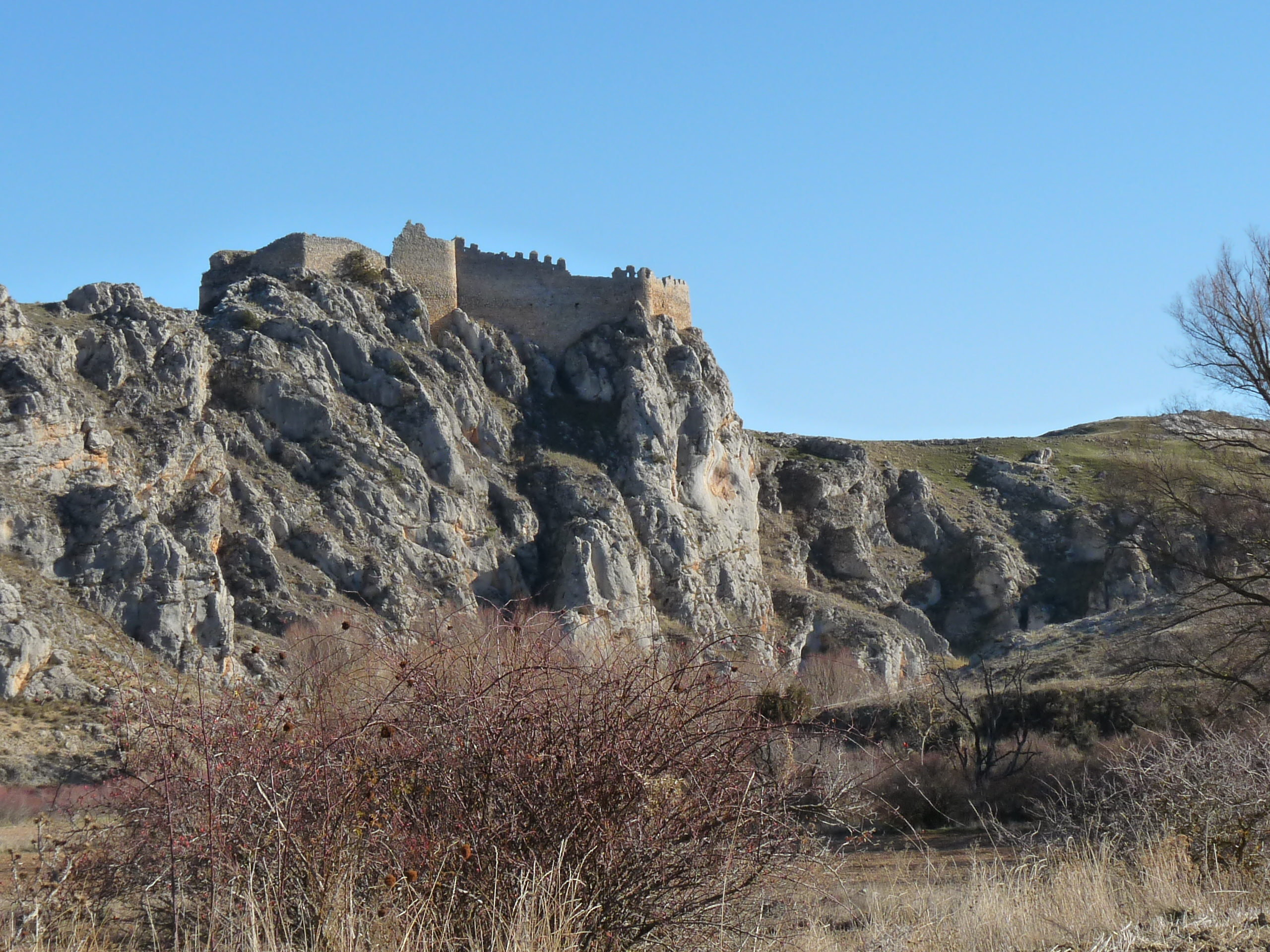
Castillo de Ciria
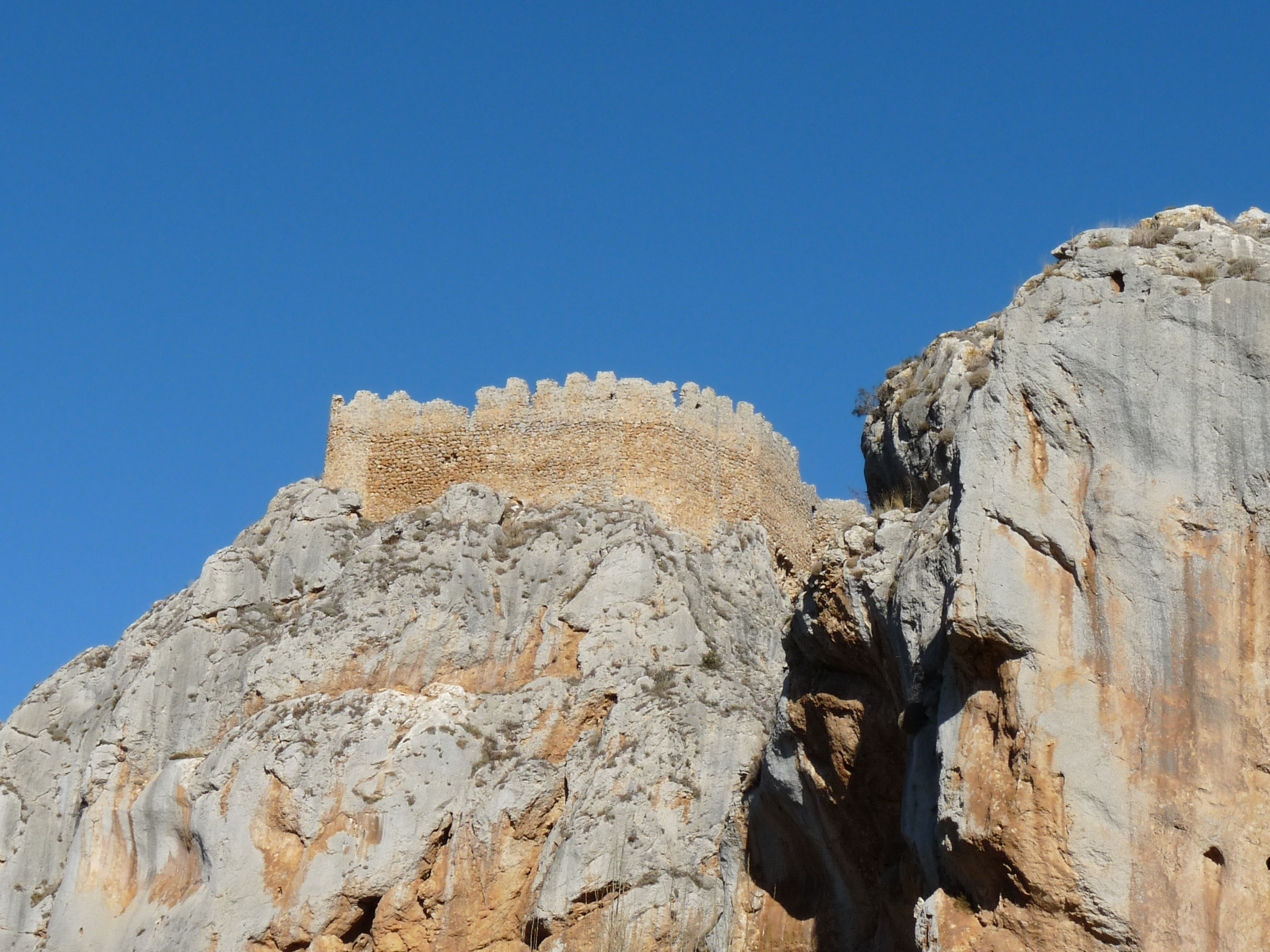
Castillo de Ciria
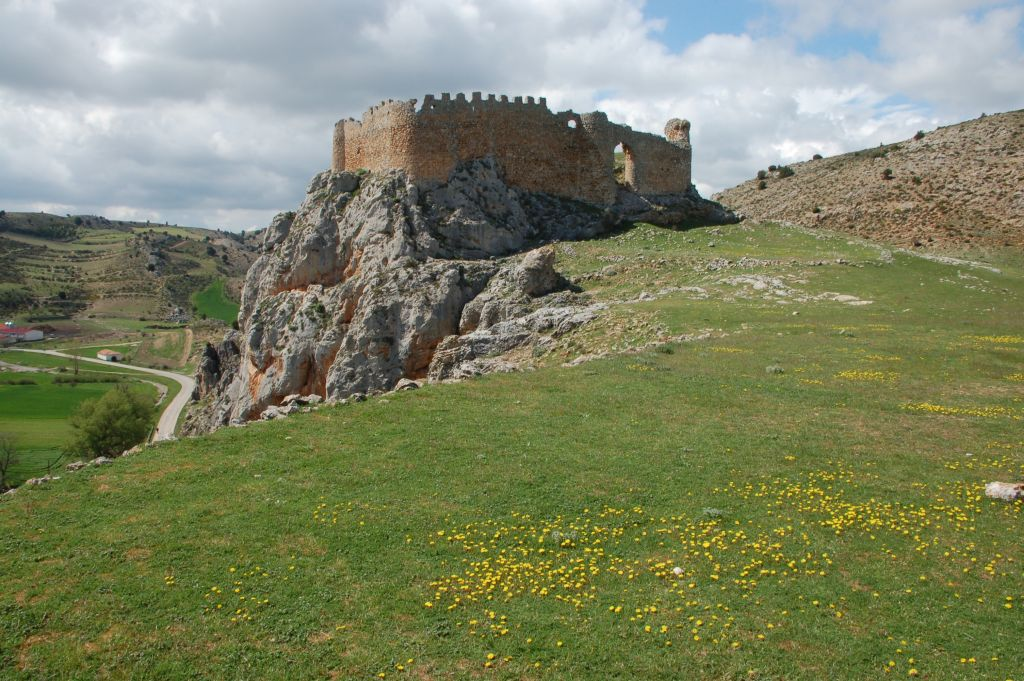
Castillo de Ciria